# Stazione di Stoccarda Aeroporto/Fiera
La stazione di Stoccarda Aeroporto/Fiera (in tedesco Stuttgart Flughafen/Messe) è la stazione S-Bahn dell'aeroporto di Stoccarda e della fiera commerciale di Stoccarda, situata nella città di Leinfelden-Echterdingen in Germania.

## Movimento
La stazione è servita dalle linee S2 e S3 della S-Bahn.